# Johannes Baron
Johannes Baron (* 10. Januar 1966 in Baden-Baden) ist ein hessischer Politiker (FDP) und seit dem 1. April 2014 Kreisbeigeordneter des Main-Taunus-Kreises. Von 2009 bis 2014 war er Regierungspräsident des Regierungsbezirks Darmstadt.

## Ausbildung und Beruf
Baron ist der Sohn eines Architekten und wuchs im badischen Gaggenau auf, wo er sein Abitur machte. Danach studierte er Politikwissenschaften an der Albert-Ludwigs-Universität Freiburg und graduierte 1990 zum Diplom-Politologen an der Freien Universität Berlin. Baron war zunächst in der Weiterbildung von Jugendlichen an der katholischen Ostakademie Königstein tätig.
Bereits seit seinen Studientagen Mitglied der FDP, wurde Baron wissenschaftlicher Mitarbeiter und später Regierungsoberrat der damals von Wolfgang Gerhardt geführten FDP-Fraktion beim Hessischen Landtag in Wiesbaden.
1998 kandidierte Baron als Bürgermeister für die Opposition aus CDU, FWG und FDP in seinem Wohnort Bad Camberg. Er verlor jedoch die Wahl gegen den SPD-Amtsinhaber Gerhard Reitz.
Von 1999 bis 2009 war Baron für zwei Amtsperioden Erster Stadtrat in Kelkheim (Taunus) mit den Dezernaten Finanzen, Soziales, Jugend und Stadtwerke. Aufgrund des Amtes engagierte er sich in den kommunalen Gesellschaften sowie dem Abwasserverband Main-Taunus und war Aufsichtsratsvorsitzender der Stadthallen GmbH Kelkheim sowie im Hauptausschuss des Hessischen Städtetags.
Auf Anfrage des FDP-Vorsitzenden Jörg-Uwe Hahn wurde Baron am 1. Juli 2009 Regierungspräsident des bevölkerungsstarken hessischen Regierungsbezirks Darmstadt. Durch das Ausscheiden der FDP aus der Hessischen Landesregierung verlor Baron zum 31. März 2014 sein Amt und als Regierungspräsidentin wurde Brigitte Lindscheid (B90/Grüne) eingesetzt. Seit dem 1. April 2014 ist Baron hauptamtlicher Kreisbeigeordneter des Main-Taunus-Kreises.

## Partei und Abgeordneter
Baron ist Mitglied war von 2001 bis 2009 Fraktionsvorsitzender der FDP im Kreistag Main-Taunus sowie von 2006 bis 2009 Mitglied in der Verbandsversammlung des Landeswohlfahrtsverbands Hessen.

## Trivia
Baron ist mit einer Apothekerin verheiratet und hat zwei erwachsene Kinder.